# Tambre
Tambre är en ort och kommun i provinsen Belluno i regionen Veneto i Italien. Kommunen hade 1 326 invånare (2018).